# إيمانويل بابوي
إيمانويل بابوي (بالإنجليزية: Emmanuel Pappoe)‏ (مواليد 3 مارس 1981) هو لاعب كرة قدم. يلعب مع منتخب غانا لكرة القدم. سبق له أن لعب في كأس العالم لكرة القدم مع منتخب بلاده.

## روابط خارجية
- إيمانويل بابوي على موقع قاعدة بيانات كرة القدم.إي يو (الإنجليزية)
- إيمانويل بابوي على موقع ناشيونال فوتبول تيمز (الإنجليزية)
- إيمانويل بابوي على موقع Soccerbase.com (لاعب) (الإنجليزية)
- إيمانويل بابوي على موقع عالم كرة القدم.نت (الإنجليزية)
- إيمانويل بابوي على موقع كووورة
- إيمانويل بابوي على موقع أوليمبيديا (الإنجليزية)